# グッバイ・ブルー・スカイ
「グッバイ・ブルー・スカイ」(英語: Goodbye Blue Sky) は、1979年に発表されたピンク・フロイドのアルバム『ザ・ウォール』の収録曲。発売当初のLPレコードでは、Ｂ面1曲目に配置されていた。

## 解説
作詞・作曲はロジャー・ウォーターズ。

## プレイヤー
- ロジャー・ウォーターズ - VCS3
- デヴィッド・ギルモア - lead and harmony vocalsacoustic guitars, bass guitar, synthesizers
- リチャード・ライト - synthesizers
- ハリー・ウォーターズ - child's voice